# ジョン・スカリー
ジョン・スカリー（John Sculley 、1939年4月6日 - ）はアメリカ合衆国の実業家。ペプシコ社長とApple Computerの社長、CEO、会長を歴任した。PDAという造語もつくった。

## 経歴
1939年、アメリカ合衆国に生まれる。彼の自伝の中では、14歳の時テレビのブラウン管に関する発明をしたが、すでに特許が出ていた。それが後のソニーのトリニトロンであったと語っている。
ブラウン大学に進学。ペンシルベニア大学ウォートン・スクールで MBA 修了後、ニューヨークの広告代理店に職を得た。その後、当時の妻の父でペプシコーラの要職にあったケンドールの誘いを受け、ペプシコ初のMBA修了者として入社する。
スカリーは、ペプシのコマーシャルにマイケル・ジャクソンを採用したり、ペプシチャレンジと言われた、ブランド名を隠して複数のコーラを飲ませて、ペプシのコーラがおいしいと伝えるコマーシャルなどの手法を使った。そのようにして徐々にコカ・コーラを追い上げていたことが要因のひとつとされる、コカ・コーラ社が味を変更した試みであるニュー・コークの失敗が大きかったとされるが、ダイエット・ペプシのヒットなどもあり、遂にはコカ・コーラを抜いてアメリカの炭酸飲料マーケットで、首位を取る原動力となった。この頃のスカリーが、当時のペプシコ社長ロジャー・エンリコの書いた『コーラ戦争に勝った!』に登場している。
1981年、Apple Computerにマーケティングに優れた役員を探していたスティーブ・ジョブズが、当時ペプシコーラの事業担当社長をしていたスカリーに白羽の矢を立て、18ヶ月に渡って引き抜き工作を行った。この時スカリーを口説くために、彼が述べた言葉である、
このまま一生砂糖水を売り続けたいのか、それとも私と一緒に世界を変えたいのか？
英語: Do you want to sell sugared water for the rest of your life, or do you want to come with me and change the world?—スティーブ・ジョブズ
は、有名な一節である。
1983年、スカリーはAppleの社長に就任、ジョブズとのダイナミック・デュオと呼ばれた二人の関係から発した体制に移行した。1984年1月には、Macintoshのデビューに立会い、順調に経営が進行するように思われた。
しかし1984年のクリスマスシーズンに需要予測を誤り、Macintoshの過剰在庫に悩まされることになった。この第4四半期で初の赤字を計上、従業員の1/5にあたる人数の削減を余儀なくされた。Appleの経営を混乱させているのはジョブズだと考えるようになったスカリーは、1985年4月にMacintosh部門からの退任をジョブズに要求、取締役会もこれを承認した。スカリーはこれで穏便に済むと考えていたが、ジョブズはスカリーが北京に出張している間にAppleから彼を追放することを画策した。このことはジャン＝ルイ・ガセーにより事前にスカリーに密告された。翌1985年5月24日の取締役会でジョブズの画策をスカリーが問いただし、スカリーとジョブズの一方を選ぶように他の取締役に告げた。取締役のほとんどはスカリーを選び、ジョブズは5月31日にAppleでのすべての仕事を剥奪された結果辞任した。
ジョブズがAppleを去ったのに前後して、1985年6月25日にスカリーとハードウェア担当責任者であったガセー宛に、マイクロソフトのビル・ゲイツから「AT&T、ヒューレット・パッカード、ソニーなど有力メーカーにMacintoshのOSをライセンスするべきで、自身（ゲイツ）もその手助けを惜しまない」という内容のメールが送られた。ゲイツは自社でのOS開発凍結も考えていたほど本気だったとされる。スカリーはOSライセンスの可能性の調査を指示したが、ガセーを筆頭に技術陣から猛反対を受けてこの提案は闇に葬られた。この判断は後々、スカリー最大の失策とも言われた。
スカリーは、Macintosh以外にAppleの柱となる製品が必要だと感じていた。スカリーは、1987年に自著のなかでコンピュータの未来像としてKnowledge Navigatorというものを描いていた。一方、ガセーが許可を受け1987年ごろNewtonとよばれる次世代コンピュータ開発のプロジェクトが始まっていた。スカリーはこのNewtonに自身のKnowledge Navigatorを感じ取り、Newton開発に力を入れるようになっていった。
技術担当のガセーはMacintoshの開発に集中すべきだと考えていた。ガセーはMacintoshの外部ライセンスに反対の立場を一貫してとり、また自身が開発許可を与えたにも拘らずNewton開発にも批判的で、スカリーと対立して失脚、1990年に彼がAppleを去るとスカリーは自身が技術者でないにもかかわらずCTO（最高技術責任者）に自分を任命した。
1991年には、アメリカ合衆国大統領選挙でビル・クリントンの応援演説も行った。スカリーは元々は共和党支持者であったが、クリントンの掲げる政策がシリコンバレーおよびAppleの利益になると考えての行動であったと本人は述べている。一時副大統領候補にも名前が挙がったが、2回の離婚歴が問題になったとも言われ果たさなかった。1992年大統領の座についたクリントンの就任の一般教書演説の際、ヒラリー・クリントン夫人の隣に陣取っていた。さらにクリントンから商務次官の誘いがあったが、スカリーはこれを断っている。
1993年、AppleをAT&Tに売却する交渉をする一方で、自身はIBMやアメリカン・エキスプレスからトップ就任のオファーを受けていた。また、1993年8月にボストンで開催されたマックワールドエキスポでNewton MessagePadを出荷すると、このプロモーションに力を入れるようになった。
Newtonや政治など、Macintoshに力を注いでいないスカリーにAppleの取締役会は不信の目を向けるようになり、業績が大幅に悪化したこともあって1993年10月、ストックオプションなど約1000万ドル相当の退職慰労金を手にCEOを退任し、マイケル・スピンドラーに譲った。
スカリーはスペクトラムの会長兼CEOに就任したがスペクトラムは株主訴訟の真っ只中にあって株価不正操作の疑惑が持たれており、1994年2月にスペクトラムを退社。
1995年、弟らと共に、投資コンサルタントの「スカリー・ブラザーズ」を興した。
1995年、Live PictureのCEOに就任、1997年6月に同社会長に就任した。